# Asymphyloptera
Asymphyloptera (лат.) — род двукрылых из семейства толкунчиков подсемейства Clinocerinae.

## Описание
Род включает мелких мух. Голова с широким лицом и хорошо развитым наличником. Последний членик усиков с длинным тонким вершинным отростком. Щупики удлиненные и заостренными на вершине, они прижимаются к хоботку. Длина крыльев около 2,5 мм. Отличительными особенностями жилкования крыльев этого рода являются разветвлённая жилка R2+3 и отсутствие дискомедиальной ячейки.

## Экология
Мухи обитают по берегам горных ручьев и рек, встречаются на влажных камнях. В случае опасности убегают, а не улетают как другие представители семейства.

## Систематика
В мировой фауне к 2023 году описано 11 видов:
- Asymphyloptera cajanuma Sinclair, 2015
- Asymphyloptera chiliensis Sinclair, 2015
- Asymphyloptera chiricahua Sinclair, 2015
- Asymphyloptera discrepans Collin, 1933
- Asymphyloptera dominica Sinclair, 2015
- Asymphyloptera havasu Sinclair, 2015
- Asymphyloptera lutea Sinclair, 2015
- Asymphyloptera miraflorensis Ramos-Pastrana, Córdoba-Suarez, Sinclair, 2023
- Asymphyloptera mexicana Sinclair, 2015
- Asymphyloptera quadriseta (Smith, 1961)
- Asymphyloptera tama Ramos-Pastrana, Córdoba-Suarez, Sinclair, 2023

## Распространение
Большинство видов встречаются в Северной и Южной Америке от юга США (Аризона) до Чили. Один вид известен Asymphyloptera quadriseta из Австралии, Новой Зеландии и Новой Каледонии.